# メアリー・コム
メアリー・コム（Mary Kom）ことマングテ・チュングネイジャング・メアリー・コム（Mangte Chungneijang Merykom、女性：1983年3月1日 - ）は、インドのアマチュアボクシング選手。マニプル州出身。インドボクシング界で最も成功した選手のひとりとされる。

## 来歴
2000年に17歳でボクシングを始め、いきなり州選手権で優勝を果たす。
翌2001年、第1回女子世界選手権にライトフライ級で出場。競技1年程で銀メダルを獲得。
2002年、モスキート級（後のピン級）に転級し、世界選手権で優勝。インドボクシング界で男女、オリンピック・世界選手権通じて初の金メダルという快挙を成し遂げる。
世界選手権では2005年、自国開催の2006年、そして2008年も優勝し、4連覇を達成。
2010年、アジア選手権4連覇達成。世界選手権も5連覇。
ロンドンオリンピックはフライ級（51kg級）で出場して銅メダル獲得。
リオデジャネイロオリンピックは出場を逃したが、東京オリンピック出場に意欲を見せている。。